# Tápiószele
Tápiószele város Pest vármegyében, a Nagykátai járásban.

## Fekvése
Ceglédtől észak-északkeletre, Nagykátától délkeletre fekszik, a megye keleti szélén. Kiterjedt külterületei révén határos észak felől Jászberénnyel, északkelet felől Jászboldogházával, kelet felől Tápiógyörgyével, délkelet felől Újszilvással, dél-délnyugat felől Tápiószőlőssel, nyugat felől Tápiószentmártonnal, északnyugat felől pedig Farmossal is, de ezek közül nincs mindegyikkel közvetlen, kiépített közúti kapcsolata.

### Megközelítése
Legfontosabb közúti megközelítési útvonala a 311-es főút, ezen érhető el Nagykáta-Farmos és Cegléd-Tápiószőlős felől is. Tápiószentmártonnal a 3112-es, Tápiógyörgyével a 3118-as, Újszilvással pedig a 3119-es út köti össze. Országos közútnak számít még a településen, 31 111-es számozással a város egyik, jelenleg már komolyabb funkció nélküli belső útja, a Jászberényi út is, mely a ma felismerhető nyomvonala alapján nyilvánvalóan Jászberénnyel kötötte össze a települést, Portelek érintésével.
A hazai vasútvonalak közül a Budapest–Újszász–Szolnok-vasútvonal érinti, melynek egy megállási pontja van itt, Tápiószele vasútállomás; utóbbi közúti elérését a településközpont és a farmosi határszél felől is a 31 319-es számú mellékút (helyi nevén Rákóczi út) biztosítja.

## Története

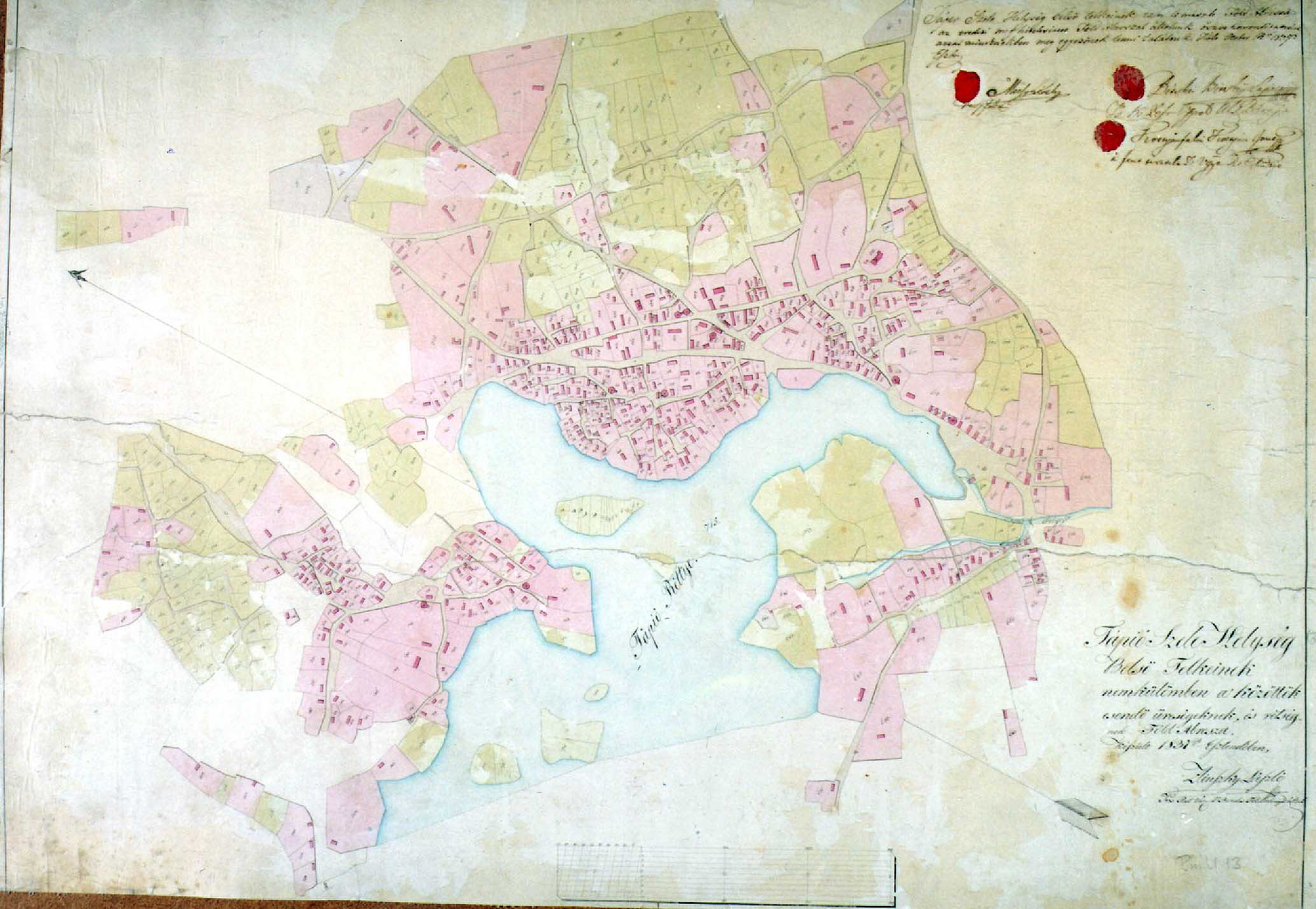
Tápió Szele Helység Belső Telkeinek
nem különben a közöttük esendő ürességeknek és rétségnek Föld Abrosza Kézirat, 1837 (a Pest megyei Levéltár gyűjteményéből)

Legkorábbi leletek az újkőkorból (Kr. e. 4500-4000) származnak. Régészeti kutatások igazolják, hogy a falu a kora Árpád-korban is lakott volt, a tatárjárás idején elpusztult, majd a 13. század végén újra benépesült. Neve az Árpád-kori Zele (levegőmozgás) névszó származékának tekinthető. A Tápió előtaggal bővült forma csak a 18. század elején tűnik fel. Első írásos forrás a Váradi Regestrum 1219-ben említi Scela (villa) néven, kisebb birtokosok tulajdonaként. 1546-tól a török hódoltság területéhez tartozott. A török, a magyar, a német katonai erők fosztogatásai romlásba döntötték.
Az 1690-ben készült összeírásban a puszták között szerepelt. Szelét 1723-ban kezdték újratelepíteni birtokosai a Mocsáry és Batik családok. Megemlítik, hogy a helység alatt nagy és mély tavakat formál a Tápió. Marháikat, a gyapjút és gabonáikat Pesten adják el. Van postája, vendégfogadója és serháza. 1789-ben 35 földesúr birtokolta. A kis- és középnemesi birtoklás építészeti emlékanyagaként néhány szép kúriát találhatunk községünkben. Botanikailag is érdekes park közepén áll az a klasszicizáló kisnemesi kúria, amely a Blaskovich család gyűjteményének ad otthont.
1849-ben a turai csatába menvén megfordult itt Perczel Mór, Józef Wysocki, Dessewffy, Mészáros Lázár és Dembinszky Henrik is. Az első világháborúba 1510 fő vonult be katonának, 207 fő nem tért haza. A második világháborúban 138 tápiószelei halt hősi halált, emlékműveiknél zajlanak a községi ünnepségek.
A környék munkaerőpiacán jelentős tényező a Kohászati Gyárépítő Vállalat, majd Ganz Ansaldo, később Ganz Transelektro néven működő gyár. 2009-től az indiai tulajdonú CG Electric Systems Hungary Zrt, 2021-től Ganz Transzformátor- és Villamos Forgógépgyártó Kft. ahol nagy teljesítményű transzformátorokat, villamos forgógépeket, nagyfeszültségű hálózati kapcsolókészülékeket állítanak elő.
2009. július 1-je óta város.

## Közélete

### Polgármesterei
- 1990–1994: Molnár János (független)[3]
- 1994–1998: Majoros Tibor (Tápiószelei Polgári Egyesület-Gazdakör)[4]
- 1998–2002: Balázs Ferenc (független)[5]
- 2002–2004: Majoros Tibor (Tápiószelei Polgárok Egyesülete)[6]
- 2005–2006: Kovács Ferenc (Tápiószeléért Társaskör)[7]
- 2006–2010: Kovács Ferenc (Társaskör)[8]
- 2010–2014: Kovács Ferenc (Tápiószeléért Társaskör)[9]
- 2014–2015: Majoros Tibor (Tápiószelei Polgári Egyesület) [10]
- 2015–2019: Kovács Ferenc (Tápiószeléért Társaskör)[11]
- 2019–2024: Dobos Imre György (független)[12]
- 2024– : Dobos Imre György (Hajrá Szele Egyesület)[1]

A településen 2005. január 22-én időközi polgármester-választást (és képviselő-testületi választást) tartottak, mert a Parlament – még tisztázást igénylő okból – feloszlatta az előző képviselő-testületet. A választáson az addigi polgármester is elindult, de (csekély különbséggel) alulmaradt egyetlen kihívójával szemben.
Bő tíz évvel később, 2015. augusztus 9-én újból hasonló ok miatt kellett időközi polgármester-választást és képviselő-testületi választást tartani. A választáson a hivatalban lévő polgármester is elindult, de három jelölt közül csak a második helyet érte el.

## Népesség
A település népességének változása:
| Lakosok száma | 5992 | 6010 | 5827 | 5866 | 5943 | 5928 | 5891 |
|               | 2013 | 2014 | 2018 | 2021 | 2022 | 2023 | 2024 |

A 2011-es népszámlálás során a lakosok 81,8%-a magyarnak, 5,9% cigánynak, 0,4% németnek, 0,3% románnak, 0,2% ukránnak mondta magát (18% nem nyilatkozott; a kettős identitások miatt a végösszeg nagyobb lehet 100%-nál). A vallási megoszlás a következő volt: római katolikus 44,3%, református 8,4%, evangélikus 1,3%, görögkatolikus 0,2%, felekezeten kívüli 13,5% (30,8% nem nyilatkozott).
2022-ben a lakosság 89,8%-a vallotta magát magyarnak, 3,3% cigánynak, 0,3% németnek, 0,3% románnak, 0,1-0,1% görögnek, ukránnak, szerbnek és horvátnak, 1,9% egyéb, nem hazai nemzetiségűnek (10,1% nem nyilatkozott; a kettős identitások miatt a végösszeg nagyobb lehet 100%-nál). Vallásuk szerint 25,7% volt római katolikus, 7% református, 1,2% evangélikus, 0,4% görög katolikus, 0,1% izraelita, 1,1% egyéb keresztény, 0,8% egyéb katolikus, 15,2% felekezeten kívüli (48,2% nem válaszolt).

## Látnivalók
- Blaskovich Múzeum
- Makovecz Imre által tervezett Művelődési ház és Általános iskola (Farmosi út)
- Nyaranta hagyományosan különféle rendezvényeknek (motorostalálkozó, országos nyugdíjas-találkozó, koncertek) ad helyet a Népkert, amelyekre az ország minden részéből érkeznek vendégek.
- Attila Park[halott link]: Tápió-menti idegenforgalmi kulturális központ rendezvényekkel és szállodai szolgáltatással.

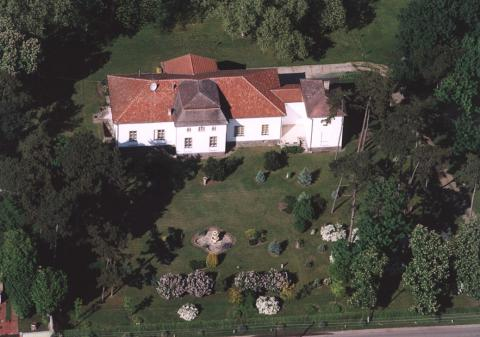
A Viczián család egykori kúriája, ma Viczián Villa néven ismert, magántulajdonban van

### A kúria
A tápiószelei Blaskovich Múzeum (valójában Közgyűjtemény) az ország egyetlen, a második világháborút berendezésében is sértetlenül átvészelő kúriamúzeuma. A berendezés, a műkincsek és a személyes tárgyak által megelevenedik a húszas-harmincas-negyvenes évek vidéki köznemesi életformája. Blaskovich János és György műgyűjtő, régész, irodalmár tevékenységet folytattak és szenvedélyes vadász hírében álltak (ezt azonban csak a természet közelsége és a nemes vadak szeretete inspirálta, nem az "úri divat"). A család tápiószentmártoni birtokán lótenyésztés folyt, innen származik Kincsem, a legyőzhetetlen versenyló.
A szelei kúriában a helybéli emberek dolgoztak, ők művelték a 200 hektárnyi birtokot is a falu körüli területeken. A konyhalány, szobalány és szakácsnő a kúria erre elkülönített részében laktak.
A falu lakóival a fivérek hagyományosan jó kapcsolatot ápoltak, mindketten köztiszteletnek örvendtek. Legfőbb érdemük a kúria megóvása mellett a szelei közművelődésben vállalt vezető szerepük.

### A Növényi Diverzitás Központ
A Növényi Diverzitás Központot 2010. november 1-jén alapította a vidékfejlesztési miniszter az 1959-ben létesített Agrobotanikai Intézet jogutódjaként. Az intézet elsődleges feladata a génmegőrzés.

## Testvértelepülés
- Újtusnád, Románia

## Híres szeleiek
- Benkó Imre irodalomtörténész
- Bodrogi József (országos ifjúsági asztalitenisz bajnok)
- Börtsök Samu festőművész
- Danielis János (a feldunai hadsereg 1848-as főhadbiztosa)
- Dubraviczky Simon (Pest vármegye első alispánja)
- Flór Ferenc (a szabadságharc tábori orvosa, később a Rókus Kórház igazgatója)
- Kankriny Emília (Petőfi Sándor szerelme - itt is nyugszik)
- Kácsor Gréta válogatott kézilabdázó
- Kácsor István válogatott súlylökő, háromszoros magyar bajnok
- Paczolay György református lelkész, országgyűlési képviselő (itt született)
- Pecznik János agrokémikus, egyetemi tanár
- Rákóczy János (honvéd őrnagy, Kossuth titkára)
- Simonffy Kálmán dalszerző (Petőfi, Arany, Vörösmarty verseinek megzenésítője)
- Dr. Sípos Ete Álmos református lelkipásztor, 34 évig szolgált a városban (itt is nyugszik 2015 óta)
- Terék József népzenekutató, zenei előadóművész, zeneszerző
- Viczián István politikus, államtitkár, országgyűlési képviselő

## Képgaléria

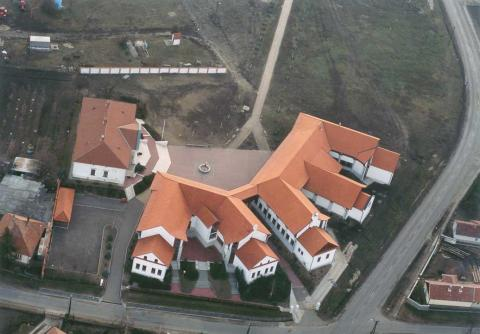
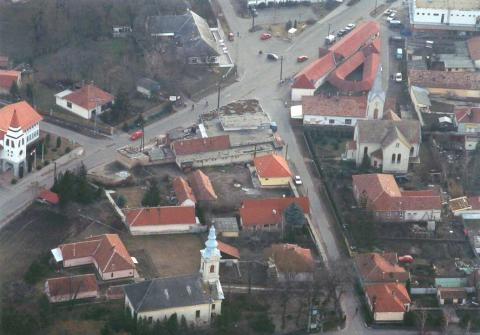
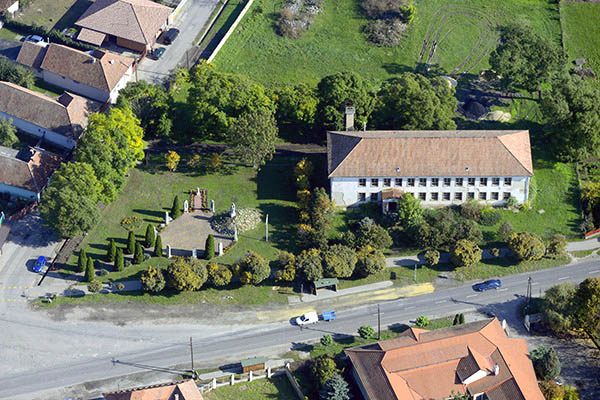
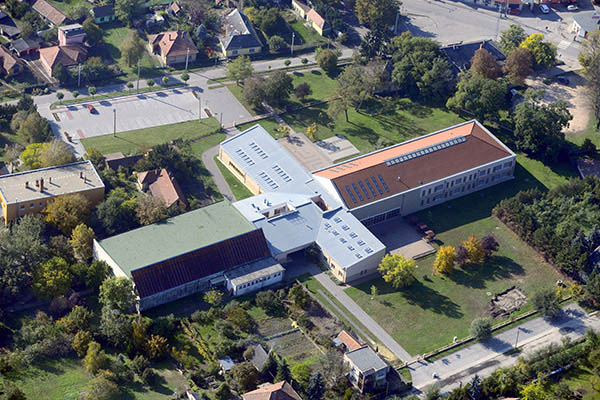
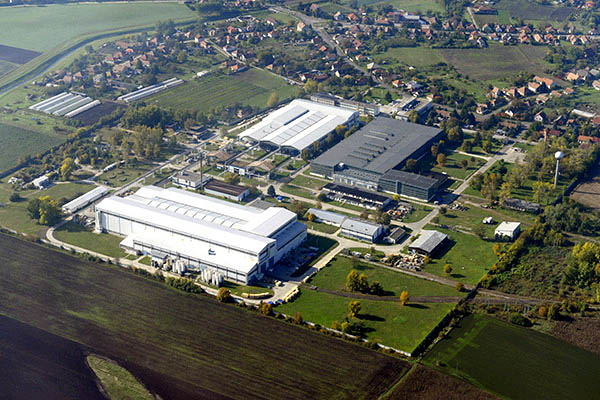